# ألفريدو فيغارو
ألفريدو فيغارو (بالإسبانية: Alfredo Fígaro) (و. 1984  م) هو لاعب كرة قاعدة، من جمهورية الدومينيكان، ولد في سمانا، يلعب كمرسل الكرة ‏.

## روابط خارجية
- ألفريدو فيغارو على موقع دوري كرة القاعدة الرئيسي (الإنجليزية)
- ألفريدو فيغارو على موقع الدوري الياباني لكرة القاعدة (الإنجليزية)
- ألفريدو فيغارو على موقع دوري كوريا الجنوبية لكرة القاعدة (الإنجليزية)
- ألفريدو فيغارو على موقعبيزبول رفرنس.كوم (الدوري الرئيسي) (الإنجليزية)
- ألفريدو فيغارو على موقعبيزبول رفرنس.كوم (الدوري الثانوي) (الإنجليزية)
- ألفريدو فيغارو على موقع إي إس بي إن.كوم (أم.أل.بي) (الإنجليزية)
- ألفريدو فيغارو على موقع مشجعي الرسوم البيانية (الإنجليزية)